# Nikita Wilson
Nikita Franciscus Wilson (Pineville, Luisiana, 25 de febrero de 1964) es un exjugador de baloncesto estadounidense que jugó una temporada en la NBA, además de hacerlo en la CBA y en la liga ACB. Con 2,03 metros de estatura, jugaba en la posición de ala-pívot.

## Trayectoria deportiva

### Universidad
Jugó durante cuatro temporadas con los Tigers de la Universidad Estatal de Luisiana, en las que promedió 12,6 puntos y 6,4 rebotes por partido.

### Profesional
Fue elegido en la trigésima posición del Draft de la NBA de 1987 por Portland Trail Blazers, donde apenas juega cuatro minutos en cada uno de los 15 partidos que disputó antes de ser cortado, promediando 1,3 puntos.
Ya con la temporada comenzada, marchó a jugar al Saski Baskonia de la liga ACB, donde sustituyó a David Lawrence y formó pareja con Larry Micheaux. Jugó 9 partidos de liga regular y otros 5 de play-offs, promediando 22,4 puntos y 7,9 rebotes.
Regresó posteriormente a su país, donde jugó en varios equipos de la CBA hasta retirarse en 1996.

## Estadísticas de su carrera en la NBA

### Temporada regular
| Temporada | Edad | Equipo                 | Liga | P  | TIT | MIN | TC  | TCA | %TC  | 3P  | 3PA | %3P | TL  | TLA | %TL  | R.OF. | R.DEF. | REB | ASIS | ROB | TAP | PER | FP  | PTS |
| 1987-88   | 23   | Portland Trail Blazers | NBA  | 15 | 0   | 3.6 | 0.5 | 1.5 | .304 | 0.0 | 0.0 |     | 0.3 | 0.4 | .833 | 0.1   | 0.6    | 0.7 | 0.2  | 0.0 | 0.0 | 0.3 | 0.5 | 1.3 |
| Total     |      |                        | NBA  | 15 | 0   | 3.6 | 0.5 | 1.5 | .304 | 0.0 | 0.0 |     | 0.3 | 0.4 | .833 | 0.1   | 0.6    | 0.7 | 0.2  | 0.0 | 0.0 | 0.3 | 0.5 | 1.3 |